# Cartagena
Cartagena — настільна гра італійського автора Лео Колівіні для 2–5 гравців від 8 років. Гра має прості правила і була вперше видана в 2000 році видавництвом Venice Connection.
У 2001 році гра отримала нагороду Österreichischer Spielepreis у категорії «Краща сімейна гра», французьку нагороду As d’Or у номінації «As d’Or du jeu de tactique», а в 2002 році здобула Nederlandse Spellenprijs. Мета гри — першим провести всі шість своїх фігурок через тунель або вузький шлях до рятівного човна .

## Компоненти гри
До складу гри, крім інструкції, входять:
- 6 частин ігрового поля;
- Човен;
- 102 або 90 карт (залежно від видання);
- 30 або 25 фігурок (залежно від видання);
- 1 карта зі стрілками або без них (залежно від видання);
- 1 або жодного пункту збору (залежно від видання);
- 5 або без прапорів (залежно від видання).

## Ігровий процес

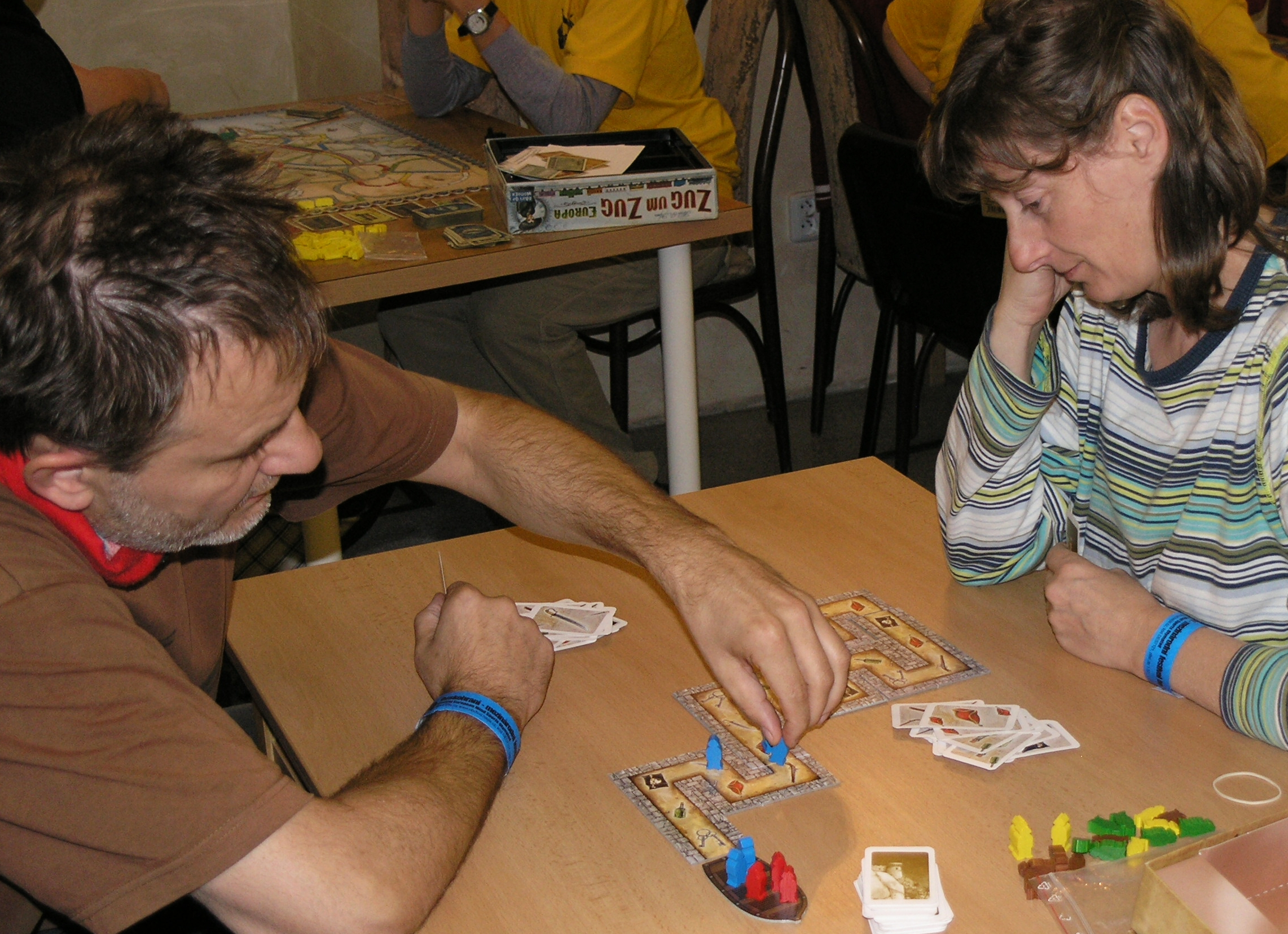
Cartagena

Ігрове поле (залежно від видання — «шлях» через джунглі або «тунель») складається з шести частин, кожна з яких містить шість клітинок із одним із шести різних символів. Частини поля можна комбінувати в довільному порядку, створюючи змінне ігрове поле з 36 клітинок. Кожен гравець отримує невеликий запас карт на руку.
Гравець, зігравши карту з руки, може перемістити одну зі своїх фігурок на найближчу вільну клітинку з символом, зображеним на карті. При цьому пропускаються клітинки, зайняті іншими фігурками, або з іншими символами. Тактична складність гри полягає в тому, щоб вчасно рухатися вперед, тримаючи фігурки відносно близько одна до одної, оскільки швидке просування можливе лише за рахунок пропускання зайнятих клітинок, тоді як поодинокі фігурки рухаються повільно.
Щоб отримати нові карти, гравець може добровільно відвести одну зі своїх фігурок назад до найближчої клітинки, на якій стоїть один або два пірати. Якщо на клітинці один пірат, гравець отримує одну карту; якщо два — дві карти. Порожні клітинки або клітинки з трьома піратами пропускаються. Більше трьох піратів на одній клітинці бути не може.

## Варіанти гри
У виданнях 2000 і 2008 років передбачено два варіанти:
- Ямайка: карти на руці та стос для добору закриті, що збільшує вплив удачі.
- Тортуга: карти на руці та перші 12 карт стосу для добору відкриті, що зменшує випадковість.

У виданні 2013 року варіант Тортуга був виключений, натомість доданий спрощений варіант Ямайка під назвою «Базова гра».

## Видання
Гра була розроблена Лео Колівіні та вперше видана його видавництвом Venice Connection у 2000 році. Згодом вона з’явилася в кількох мовних версіях по всьому світу.
У німецькомовних країнах вийшло три видання: у 2000 і 2008 роках від Winning Moves, а в 2013 році — від Ravensburger. У початковому виданні піратів зображали прості пішачками, у пізніших — деталізовані фігурки. У виданні Ravensburger 2013 року пірати тікають через джунглі, а не тунель, змінено варіанти гри та склад компонентів. Видання мають різні правила щодо пасування, що впливає на можливість патових ситуацій.
У 2006 році вийшло продовження Cartagena 2. The Pirate's Nest, де шлях переривається, а нові карти отримуються за просування вперед універсальними фігурками. Правила стали складнішими, але гру можна грати за правилами оригіналу. У 2008 році з’явилося Cartagena 3: Die Goldinsel із значними змінами. У 2011 році вийшла цифрова версія гри як додаток.